# Judo na Letní univerziádě 2019
Soutěže v judu na letní univerziádě 2019 proběhly na veletrhu Mostra d’Oltremare v pavilonu 5 a 6 Neapoli v období 4. až 7. července 2019.

## Informace a program turnaje
- seznam účastníků

- ČT – 4. 7. 2019 – střední váha (−90 kg, −70 kg), těžká váha (+90 kg, +70 kg)
- PA – 5. 7. 2019 – lehká váha (−73 kg, −57 kg), polostřední váha (−81 kg, −63 kg)
- SO – 6. 7. 2019 – pololehká váha (−66 kg, −52 kg), bez rozdílu vah
- NE – 7. 7. 2019 – soutěž družstev

## Česká stopa
Výsledky českých reprezentantů v judu 2019
- -66 kg – Václav Kovář
- -81 kg – Šimon Skurka (VUTBR)
- -90 kg – Jiří Petr (MUNI)
- +90 kg – Michal Mrva (PALESTRA)
- -63 kg – Renata Zachová
- -70 kg – Michaela Kulíková

- bez rozdílu vah – Michal Mrva (CUNI)

## Výsledky – váhové kategorie

### Muži
| Kategorie | Zlato                    | Stříbro                | Bronz                        | Bronz                    |
| --------- | ------------------------ | ---------------------- | ---------------------------- | ------------------------ |
| −66 kg    | Denis Vieru (MDA)        | Rantó Kacura (JPN)     | Ismajil Časygov (RUS)        | Willian Lima (BRA)       |
| −73 kg    | Jevgenij Prokopčuk (RUS) | Hidajat Hejdarov (AZE) | Kim Čchol-kwang (PRK)        | Hikmatullo To‘raev (UZB) |
| −81 kg    | Hikaru Tomokijo (JPN)    | I Mun-čin (KOR)        | Dorin Goțonoagă (MDA)        | Tato Grigalašvili (GEO)  |
| −90 kg    | Johannes Pacher (AUT)    | Laša Bekauri (GEO)     | Gustavo Assis (BRA)          | Krisztián Tóth (HUN)     |
| +90 kg    | Ruslan Šachbazov (RUS)   | Kanta Nakano (JPN)     | Muhammadkarim Xurramov (UZB) | Kim Min-čong (KOR)       |

### Ženy
| Kategorie | Zlato                  | Stříbro                    | Bronz                       | Bronz                         |
| --------- | ---------------------- | -------------------------- | --------------------------- | ----------------------------- |
| −52 kg    | Rjóko Takedaová (JPN)  | Pak Ta-sol (KOR)           | Darija Bobrikovová (RUS)    | Diyora Keldiyorovová (UZB)    |
| −57 kg    | Kana Tomizawaová (JPN) | Gaëtane Deberdtová (FRA)   | Natalija Golomidovová (RUS) | Kim Či-su (KOR)               |
| −63 kg    | Nana Kótaová (JPN)     | Geke van den Bergová (NED) | Kamila Badurovová (RUS)     | Básandžargalyn Bajarbat (MGL) |
| −70 kg    | Šiho Tanakaová (JPN)   | Madina Tajmazovová (RUS)   | Hanna Antykalová (UKR)      | Sarah Mäkelburgová (GER)      |
| +70 kg    | Han Mi-čin (KOR)       | Maja Akibaová (JPN)        | Sebile Akbulutová (TUR)     | Anna Guščinová (RUS)          |

## Výsledky – ostatní disciplíny

### Bez rozdílu vah
|      | Zlato                    | Stříbro               | Bronz                   | Bronz                      |
| ---- | ------------------------ | --------------------- | ----------------------- | -------------------------- |
| muži | Galymdžan Kyrykbaj (KAZ) | Hadrien Livolsi (FRA) | Davlat Bobonov (UZB)    | Jur Spijkers (NED)         |
| ženy | Maja Akibaová (JPN)      | Han Mi-čin (KOR)      | Sebile Akbulutová (TUR) | Sibilla Faccholliová (BRA) |

### Družstva
|      | Zlato                                                                               | Stříbro                                                                                            | Bronz                                                                                        | Bronz                                                                             |
| ---- | ----------------------------------------------------------------------------------- | -------------------------------------------------------------------------------------------------- | -------------------------------------------------------------------------------------------- | --------------------------------------------------------------------------------- |
| muži | Rusko Ismajil Časygov Jevgenij Prokopčuk Abas Azizov Roman Doncov Ruslan Šachbazov  | Jižní Korea Šin Ho Kang Hon-čchol I Mun-čin Kim Te-ho Kim Min-čong                                 | Ázerbájdžán Ibrahim Alijev Hidajat Hejdarov Murad Fatijev Aliumar Tumajev Rustam Kocojev     | Japonsko Rantó Kacura Hidejuki Išigóoka Hikaru Tomokijo Góki Tadžima Kanta Nakano |
| ženy | Japonsko Rjóko Takedaová Kana Tomizawaová Nana Kótaová Šiho Tanakaová Maja Akibaová | Rusko Darija Bobrikovová Natalija Golomidovová Kamila Badurovová Madina Tajmazovová Anna Guščinová | Německo Annika Würfelová Pauline Starkeová Lara Reimannová Sarah Mäkelburgová Renée Luchtová | Jižní Korea Pak Ta-sol Kim Či-su Han Hui-ču I Je-won Han Mi-čin                   |